# Agenzia fotografica
Un'agenzia fotografica è un'impresa che rappresenta i fotografi professionisti e le loro opere. Le agenzie fotografiche gestiscono i diritti d'autore dei fotografi e vendono le loro immagini a editori, pubblicitari, aziende e privati.
Le agenzie fotografiche possono essere locali, nazionali o internazionali. Le agenzie locali rappresentano i fotografi che operano in un'area geografica specifica, come una città, una regione o un paese. Le agenzie nazionali rappresentano i fotografi che operano in tutto il paese, mentre le agenzie internazionali rappresentano i fotografi che operano a livello globale.
Fino alla nascita e progressivo sviluppo del microstock - nei primi anni 2000 - le agenzie fotografiche sono state l'unica fonte organizzata di immagini esistente al mondo.

## Storia

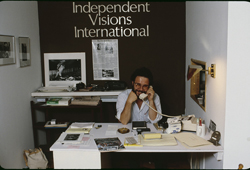
Ufficio di una agenzia fotografica anni'80

H. Armstrong Roberts (1883 – 1947) è stato un fotografo freelance che nel 1920, a Philadelphia in Pennsylvania, fondò una delle prime grandi agenzie di fotografia (macrostock). L'agenzia continua ancora oggi con il nome RobertStock ma originariamente si chiamava RetroFile. Entrambi i marchi sono stati acquisiti da Getty Images nel 2005.
Negli anni successivi, nacquero molte altre agenzie fotografiche, alcune specializzate in fotogiornalismo, sport, moda, reportage geografico, turismo e gossip.
Nel 1947, Henri Cartier-Bresson, Robert Capa e David Seymour, insieme ad altri fotografi, fondarono l'agenzia Magnum, che divenne una delle agenzie fotografiche più importanti al mondo. Ci sono anche altre grandi agenzie fotografiche internazionali, come Getty Images (fondata nel 1995), Associated Press (fondata nel 1846), Reuters (fondata nel 1851) e National Geographic (fondata nel 1888). Getty Images ha una vasta collezione di immagini editoriali e creative, Associated Press ha una vasta collezione di immagini editoriali, Reuters è un'agenzia di stampa britannica che si occupa di notizie, immagini e video, National Geographic è una delle riviste di fotografia e di viaggio più famose al mondo, con una vasta collezione di immagini di natura, cultura e avventura.
In Italia l'ANSA, agenzia di stampa italiana fondata nel 1945, offre anche servizi fotografici di attualità, politica, sport e spettacolo; Ipa Agency, fondata nel 1982, è una delle più importanti agenzie fotografiche private italiane, che offre foto e video stock, vettoriali ed editoriali.
La creazione e la vendita di contenuti di stock raggiunse il suo massimo sviluppo negli anni '80, grazie al progressivo aumento dei clienti e delle stesse agenzie fotografiche.
Con la digitalizzazione delle foto negli anni '90 e grazie al potenziale offerto dalla connettività globale internet nel nuovo millennio, sono state fondate nuove agenzie fotografiche con un modello di business innovativo: contenuti a basso costo con alto volume di vendite (microstock). Questa novità fu l'inizio di una serie di difficoltà con cui le agenzie fotografiche storiche dovettero fare i conti. Un esempio per tutti, in Italia, è stata la chiusura nel 2009 dell’agenzia Grazia Neri, una delle più prestigiose del tempo.

## Agenzie fotografiche
Alcune delle principali agenzie di fotografia sono:
- 123RF
- Agrpress
- Ansa
- AP Images distribuita in Italia e Spagna da LaPresse
- Archivi Farabola (archivio storico)
- Archivio Fotografico Scala (archivio storico)
- Blackstar
- Bokelberg
- Contrasto
- CuboImages
- Fotogramma
- Fratelli Alinari (archivio storico)
- Getty Images
- Grazia Neri
- Inmagine
- LaPresse Group
  - Bernardi di proprietà LaPresse (archivio storico)
  - Bungaro di proprietà LaPresse (archivio storico)
  - Cioni/Spinelli di proprietà LaPresse (archivio storico)
  - Delmati  di proprietà LaPresse (archivio storico)
  - Olycom di proprietà LaPresse (archivio storico)
  - Publifoto Torino Publifoto Notizie di proprietà LaPresse (archivio storico)
- Magnun Photos
- Photo12
- Reuters Pictures